# عادل الشويخ
عادل الشويخ واسمه المستعار عبد الله يوسف الحسن، هو عالم فيزياء نووية وخبير إشعاعي عربي، درس في جامعة بغداد وأتم دراسته في جامعة أستون في برمنجهام -بريطانيا وعاد منها إلى المملكة العربية السعودية ثم إلى دولة الإمارات العربية المتحدة وتوفي في كردستان العراق ودفن في السليمانيه عام 1993.

## النشأة والمؤهلات
ولد في المطيحة بأبي الخصيب من أعمال البصرة سنة 1946م. وأصول أجداده نجدية. وبعد أن أكمل الخامس الثانوي في البصرة إلتحق بكلية العلوم جامعة بغداد حيث في ذلك الزمان لا يوجد سادس إعدادي ونال شهادة البكالوريوس في خمسة أعوام بدلا من أربع لظروف خاصة به ثم نال شهادة البكالوريوس في الدراسات الإسلامية بالمراسلة بدرجة امتياز ثم توجه إلى بريطانيا عام 1975م ونال الماجستير بأقل من سنة وعنوان إطروحته ((الطرق الفيزياوية للتحليل)) أما الدكتوراه فكانت في مجال البصريات ((أوبتكس)) وقد تم تسجيل اسمه ضمن المساهمين في اختراع المجهر الإلكتروني وبعد ذلك حصل على شهادة الماجستير في الشريعة من المملكة العربية السعودية لدى عودته من المملكة المتحدة ليعمل كأستاذ جامعي في جامعة الملك سعود في الرياض.

## المؤلفات العلمية
يمكن القول بأن من أول من كتب في المؤلفات العلمية في مجال الفيزياء النووية أو قام بترجمتها حيث قام بنقل العديد من المؤلفات غير تلك التي كتبها إلى اللغة العربية
| اسم الكتاب                   | سنة النشر | دار النشر               |
| ---------------------------- | --------- | ----------------------- |
| الإشعاع والحياة              | 1983      | الدار العربية للموسوعات |
| الموجات الكهرومغناطيسية      | 1984      | الدار العربية للموسوعات |
| المدخل إلى الحماية الإشعاعية | 1985      | الدار العربية للموسوعات |

## المؤلفات الشرعية
على الرغم من كونه عالماً فيزيائياً إلا أنه كان نشطاً في شبابه ضمن جماعة الإخوان المسلمين وقد كان له عدد كبير من المؤلفات الشرعية أهمها :
1. مسافر في قطار الدعوة
2. ربانية التعليم
3. الأشباه والنظائر
4. الإيجابية
5. تقويم الذات
6. تعليل الأحكام

## الاسم المستعار
لأسباب أمنية في زمن نظام الرئيس الراحل صدام حسين كانت أغلب كتابات عادل الشويخ السياسية في مجلة الإصلاح ومجلة المجتمع تنشر تحت اسم عبد الله يوسف الحسن حتى وفاته وبعدها صدرت الطبعات الجديدة باسمه الصريح.

## وظائفه الرسمية
- دكتور جامعي في الفيزياء، جامعة الملك سعود
- دكتور جامعي في الشريعة، جامعة الإمام محمد بن سعود الإسلامية
- دكتور فيزياء طيران، قاعدة الظفرة الجوية في الإمارات

## المعهد العربي للدراسات المعاصرة
أسس في عام 1988 مع مجموعة من العلماء العرب المعهد العربي للدراسات المعاصرة كجهة علمية تواكب المتغيرات العلمية والتقنية الحاصلة في الغرب وتقوم بمحاولة نقلها إلى دول النطاق العربي وكان مقره في مدينة مانشستر في المملكة المتحدة، ويتكون مجلس أمناء المعهد من :
1. د. عادل عبد الله الشويخ / فيزياء نووية / رئيساً
2. د. يعرب صبري الشريدة / هندسة نووية وليزر / نائباً للرئيس
3. د. أحمد القاضي / جراحة قلب
4. د. حسان شريف الكاتب / هندسة ميكانيكية
5. د. نجيب عبد الله الرفاعي / التخطيط التربوي
6. د. يوسف خليفة اليوسف / العلوم السياسية
7. د. نعمان عبد الرزاق السامرائي / الثقافة الإسلامية
8. د. وسام وهبي أحمد / هندسة كمبيوتر

وبقي المعهد يقوم بانشطته لحين بيع مقره ولاذي كان في الأصل المنزل الخاص لحاكم رأس الرجاء الصالح وتم شراءه وترميمه لإقامة المعهد

## وفاته
أثناء قيامه بتغطية عسكرية لحساب مجلة القوات الجوية الإماراتية، سقطت السيارة التي كانت تقله مع عدد من الحراس في أحد الوديان في المناطق الكردية